# Tetraponera exasciata
Tetraponera exasciata é uma espécie de formiga do gênero Tetraponera, pertencente à subfamília Pseudomyrmecinae.